# Glaresidae
Glaresidae zijn een familie van insecten die behoort tot de orde der kevers (Coleoptera). 

## Taxonomie
De volgende geslachten zijn bij de familie ingedeeld:
- Glaresis Erichson, 1848
- † Aphodiites Heer, 1865
- † Cretoglaresis Nikolajev, 2007
- † Lithoglaresis Nikolajev, 2007